# レインボー ポップ
『レインボー ポップ』（Rainbow Pop）は、2008年9月4日に発売された、ライトウェイト開発、インターチャネル・ホロン販売のWii用パズルゲームである。

## あらすじ
宇宙からバルーンキングという悪者が現れ、地球の四季を風船に閉じ込め、地球を荒野にして去っていった。プレイヤーは風船に閉じ込められた四季を開放すべく、プレイヤーは立ち上がった。

## ゲームシステム
下がってくる風船を上下左右に動かして消していくパズルゲーム。風船は縦・横（L字型など組み合わさった形でも可）に3つ以上並べると、大風船となり、一定時間後に破裂する。風船が消えると、下から新しい風船が加わり、少し上に押し上げられる。一度に消す数が多いほど、押し上げられる高さも高くなっていく。